# Hipermutação somática
Hipermutação somática é um mecanismo de mutação das células que faz com que o sistema imunológico se adapte a novos elementos invasores.
A hipermutação somática diversifica os receptores que utilizam o sistema imunológico para identificar elementos externos (antígenos), e permite que o sistema imunológico adapte sua resposta a novas ameaças durante o tempo de vida de um organismo. 
Mudança de genes (VDJ) que codificam para a região variável de um BCR (receptor dos linfócitos B). Serve para aumentar a afinidade pelo antígeno. Se a hipermutação obtiver êxito, passa a fase do switch isotípico (mudança no isotipo de uma imunoglobulina). Se não obtiver e perder a afinidade pelo antígeno, irá sofrer Apoptose.